# Noble Securities
Noble Securities S.A. – dom maklerski, który rozpoczął działalność na podstawie zezwolenia z 27 grudnia 1993.

## Obszary działalności
Działalność Noble Securities opiera się o pośrednictwo w obrocie instrumentami finansowymi na Giełdzie Papierów Wartościowych w Warszawie. Obsługuje również oferty publiczne papierów wartościowych i przeprowadza transakcje akcji na rynku niepublicznym. Pozostałe obszary działalności obejmują wspieranie podmiotów gospodarczych w ramach oferowanych usług bankowości inwestycyjnej, a także wspieranie ich podczas realizacji kampanii public relations i investor relations dotyczących publicznych emisji akcji. Noble Securities pośredniczy również w obrocie towarami giełdowymi i instrumentami finansowymi na rynkach organizowanych przez Towarową Giełdę Energii SA.
Noble Securities jest członkiem GPW, który spełnia wymagania Kategorii 3 Regulacji S oraz Zasady 144A na podstawie amerykańskiej Ustawy o papierach wartościowych z 1933 r., z późn. zm. (ang. Regulation S under the United States Securities Act of 1933). Dzięki temu może działać w segmencie akcji spółek amerykańskich podlegających ograniczeniom z powodu amerykańskiego prawa papierów wartościowych.

## Historia
Noble Securities rozpoczęła działalność w 1994 pod nazwą Dom Maklerski IKB – Polonia S.A. W tym samym roku większościowy pakiet akcji spółki nabył krakowski Bank Współpracy Regionalnej S.A., a spółka zmieniła nazwę na Regionalny Dom Maklerski Polonia SA. W 2000 akcje Banku Współpracy Regionalnej odkupiła grupa osób fizycznych i prawnych. W efekcie opracowano nową strategię rozwoju, której towarzyszyła kolejna zmiana nazwy spółki na Dom Maklerski POLONIA NET S.A.
27 września 2005 Dom Maklerski Polonia NET, jako pierwszy podmiot maklerski, został dopuszczony do działania na rynku praw majątkowych wynikających ze Świadectw Pochodzenia dla energii wyprodukowanej w OZE. W 2008 stał się członkiem Grupy Getin Holding, a rok później nastąpiła zmiana nazwy na Noble Securities S.A.
Mimo ogłoszonej w 2022 przymusowej restrukturyzacji Getin Noble Banku, a następnie jego upadłości, dom maklerski spełnia wymogi niezbędne do bezpiecznego i stabilnego funkcjonowania i kontynuuje działalność pod nadzorem Komisji Nadzoru Finansowego.

## Wyróżnienia
- „Platynowy Megawat” dla najaktywniejszego brokera na Rynku Praw Majątkowych – Towarowa Giełda Energii SA, 2010[7]

- „Makler Roku 2009” za najwyższy poziom obrotów na Rynku Praw Majątkowych, Towarowa Giełda Energii SA, 2009[8]